# Archeologia ambientale
L'archeologia ambientale è una disciplina archeologica che viene definita in due modi diversi, secondo l'approccio e l'indirizzo scientifico che si predilige.

## Definizione di tradizione  storico-culturale
Secondo un indirizzo che risale fino alla scuola storico-culturale europea ottocentesca e anche alla archeologia intesa originariamente come storia dell'arte, l'archeologia ambientale ha per oggetto di studio gli "ecofatti", ovvero i dati bioarcheologici (resti e microresti vegetali e animali) e geoarcheologici (sedimenti, suoli, evidenze geomorfologiche) che integrano come elementi ausiliari la ricerca archeologica, condotta sullo studio dei manufatti, ovvero oggetti e monumenti intenzionalmente realizzati in produzioni artistiche, artigianali e architettoniche.

Questa concezione dell'archeologia ambientale caratterizza anche, in Italia, la archeologia dei paesaggi, una disciplina strutturatasi in Italia negli anni 1990, a partire dalle ricerche archeologiche classico-medievali dell'Università di Siena, su progetti di cartografia archeologica in ambito toscano e laziale (Provincia di Siena, Etruria meridionale), cresciuta in una tradizione di studi diversa quella della Landscape archaeology e della Local history britannica, ma molto ancorata all'archeologia del territorio italiana degli anni 1970.

## Definizione derivata dall'Historical Ecology
Secondo invece un approccio derivato peculiarmente dalla Historical ecology anglosassone e dall'archeologia antropologica di matrice statunitense, condiviso in Italia da storici e naturalisti che si interessano alle scienze archeologiche, l'archeologia ambientale si configura come metodo interdisciplinare della ricerca storica e preistorica, fondato sullo studio delle testimonianze materiali (archeologia) indizianti la storia dei rapporti tra società umane e contesto ambientale.

In questo senso si può tradurne la definizione come archeologia che studia la storia delle risorse ambientali e delle pratiche di produzione e attivazione e uso delle stesse, utilizzando fonti storiche e materiali equipollenti.
 Tale approccio pertanto rifiuta di porre pregiudiziali degradazioniste e generalizzanti sul rapporto "Uomo/Natura" come ipotesi di lavoro, ma vuole indagare i processi storici materialmente documentati alla scala locale, topografica, la medesima scala delle fonti utilizzate (derivate da scavo archeologico, ricognizione di superficie, filtraggio foto-cartografico o campionature di vario genere).
In tal modo l'archeologia ambientale risulta particolarmente efficace come strumento di ricerca per la storia rurale delle società e dei patrimoni culturali locali, prediligendo un metodo regressivo di indagine - peraltro peculiare di tutta l'archeologia - che dall'oggi si spinga il più possibile indietro nel tempo, indipendentemente dalle scansioni cronologiche formulate dalla storia dei grandi eventi.